# Bachja ben Ascher
Bachja ben Ascher (Bachia ben Ascher, hebräisch בחיי בן אשר אבן חלואה; geboren Mitte des 13. Jahrhunderts in Saragossa; gestorben 1340) war ein Kabbalist in Spanien.
Bekannt ist Bachja ben Ascher vor allem durch seinen Pentateuchkommentar. Er verfasste daneben u. a. Kad ha-Qemach („Mehlkrug“), eine ethische Schrift mit alphabetischer Themenanordnung: Zweck der Diaspora sei, durch das Beispiel der Juden der Welt den Weg zum wahren Gott zu zeigen und so die Erlösung herbeizuführen.